# Tim Grimm

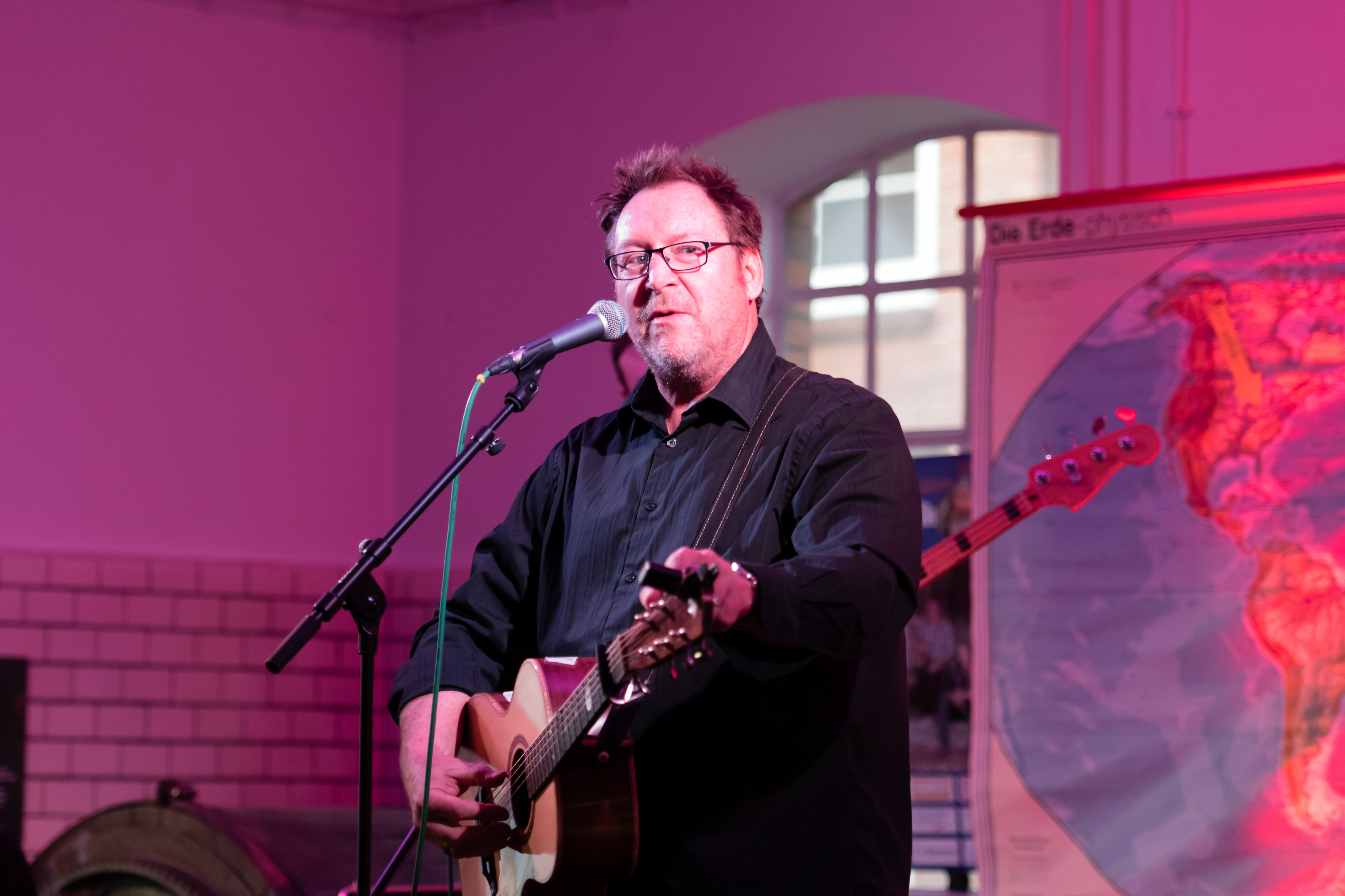
Tim Grimm bei Lottes Musiknacht in Elmshorn (2017)

Tim Grimm (* 27. September 1960 in Columbus, Ohio) ist ein US-amerikanischer Schauspieler und Folksänger.

## Leben
Er wurde 1960 in Columbus, Ohio geboren und wuchs im südlichen Indiana auf. Als Schauspieler wurde er in den Filmen und Serien, Das Kartell (1994), Hör mal, wer da hämmert (1996), Insider (1999), JAG – Im Auftrag der Ehre (1995–1997) und Das Mercury Puzzle (1998) auch in Deutschland bekannt.
Grimm ist Absolvent des Earlham College mit einem Meister in der Politikwissenschaft. Er wurde 2000 für den Joseph Jefferson Award (Chicagoer Theaterszene) für Schauspielerei in einer Rolle in der Aufführung für "Bluff" am Victory Gardens Theatre in Chicago, Illinois nominiert. Mit dem Song King of the Folksingers aus dem Album The Turning Point den er Ramblin' Jack Eliott widmete, landete er 2014 einen No. 1 Hit in den USA.
Er ist mit der Musikerin Jan Lucas verheiratet und hat zwei Söhne (Connor und Jackson), die ebenfalls musikalisch tätig sind.

## Filmografie (Auswahl)
- Miss Missouri (1990)
- Magnolien aus Stahl  (1990)
- Chicago Soul  (1990)
- Dillinger – Staatsfeind Nr. 1 (1991)
- Feuersturm im Wolkenkratzer (1991)
- Ein gesegnetes Team (1991)
- Backdraft – Männer, die durchs Feuer gehen (1991)
- Die Staatsanwältin und der Cop (1991–1993)
- Kaltblütig geopfert (1993)
- Das Kartell (1994)
- Superman – Die Abenteuer von Lois & Clark (1994)
- Der Klient (1996)
- Alles schön und Recht (1995)
- Die Larry Sanders Show (1995)
- American Gothic – Prinz der Finsternis (1996)
- Hör' mal, wer da hämmert (1996)
- Melrose Place (1996)
- Tote schweigen nicht (1996)
- Kansas – Weites Land (1996)
- Pandora's Clock – Killerviren an Bord der 747 (1996)
- J.A.G. – Im Auftrag der Ehre (1995–1997)
- Allein gegen die Zukunft (1997)
- Das Mercury Puzzle (1998)
- Turks (1999)
- Insider (1999)
- The Express (2008)
- Public Enemies (2009)
- Formosa Betrayed (2009)
- Detroit 1-8-7 (2010)
- The Chicago Code (2011)
- Um jeden Preis – At Any Price (2012)

## Diskografie
- Heartland – Solo (2000)
- Amber Waves – Solo (2000)
- Coyote's Dream – Solo (2003)
- Names – Solo (2004)
- The Back Fields – Solo (2005)

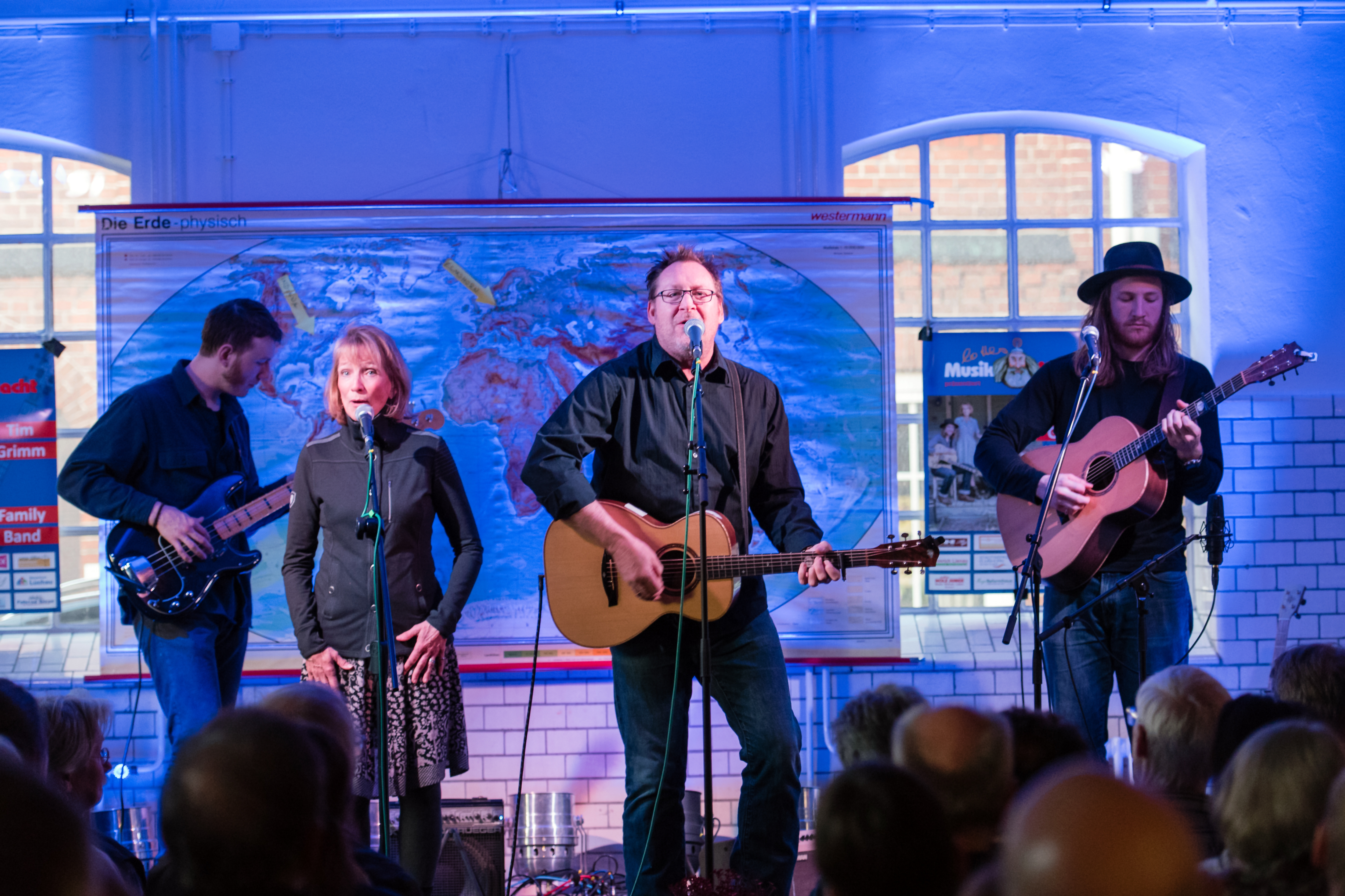
Tim Grimm mit Family Band (v.l.n.r Connor, Jan Lukas, Tim Grimm und Jackson)

- Holding Up The World – Solo (2008)
- Farm Songs – Solo  (2009)
- Thank You Tom Paxton – Solo (2011)
- Wilderness Songs And Bad Man Ballads – Solo (2011)
- The Turning Point – Solo (2013)
- Finding Home: Indiana at 200 – Solo (2016)
- Woody's Landlord – Solo (2016)
- A Stranger in This Time – Tim Grimm and the Family Band (2017)